# Jamaal Wilkes
Pour les articles homonymes, voir Wilkes.
Jamaal Wilkes (né Jackson Keith Wilkes le 2 mai 1953 à Berkeley, Californie) est un ancien joueur professionnel américain de basket-ball de la National Basketball Association évoluant au poste d'ailier et qui remporta quatre titres de champions NBA avec les Lakers de Los Angeles et les Warriors de Golden State. Wilkes fut également un joueur clé dans la course au titre NCAA durant l'ère de l'entraîneur John Wooden à UCLA. Avant d'intégrer la NBA lors de la Draft 1974 de la NBA, Wilkes se convertit à l'islam et changea son nom en Jamaal Abdul-Lateef, mais garda son nom de famille lors de toute sa carrière NBA. Il est intronisé au basketball Hall of Fame en 2012.

## Biographie
L'un des plus agiles, élégants et productifs ailiers à avoir jamais joué en NBA, Jamaal Smooth as Silk Wilkes a remporté les championnats au lycée, à l'université et en professionnel. Wilkes fut All-America Prep au lycée Santa Barbara (son coéquipier Don Ford joua également en NBA avec les Lakers) à Santa Barbara, Californie. Désigné joueur All-America à deux reprises à UCLA, Wilkes permit, avec Bill Walton, à UCLA de rapporter deux titres NCAA en 1972 et 1973, ainsi qu'une troisième place en 1974. En tant que membre des "Bruins", Wilkes a fait partie des équipes successives de UCLA qui battit le record de 88 victoires consécutives. En trois années à UCLA, Wilkes réalisa des moyennes de 15,0 points 7,4 rebonds à 51,4 % de réussite aux tirs. Wilkes fut nommé dans l'équipe NCAA All-Tournament en 1972 et dans l'équipe Academic All-America en 1972, 1973, et 1974. En mars 2007, il fut intronisé au Pac-10 Men's Basketball Hall of Honor. Dans une interview au New York Post en 1985 et dans des discours publics, le légendaire entraîneur John Wooden, quand on lui demandait de décrire son joueur idéal répondait: « Je voudrais un joueur qui soit un bon étudiant, poli, courtois, bon équipier, bon défenseur et rebondeur, un bon joueur dans la raquette et bon shooteur extérieur. Pourquoi ne pas prendre Jamaal Wilkes et en être cette définition. » (I would have the player be a good student, polite, courteous, a good team player, a good defensive player and rebounder, a good inside player and outside shooter. Why not just take Jamaal Wilkes and let it go at that.).
En 12 saisons professionnelles avec les Warriors de Golden State, les Lakers de Los Angeles et les Clippers de Los Angeles, Wilkes fit partie de quatre équipes championnes NBA - une fois avec Golden State en 1975, la saison où il fut nommé NBA Rookie of the Year - et à trois reprises avec les Lakers (1980, 1982, 1985). Une blessure l'écarta des Finales 1984 NBA face aux Celtics et son absence fut l'un des éléments clés de la défaite des Lakers lors de cette série en sept manches. Wilkes possède un tir en suspension terriblement efficace que le commentateur des Lakers Chick Hearn, membre du Basketball Hall of Fame, appelle 20 foot layup. Lors de sa carrière, Wilkes totalisa 14 664 points (17,7 points par match) et 5 117 rebonds (6,2 rebonds par match). Wilkes réalisa 16,1 points par match en 113 rencontres de playoffs. Il participa au NBA All-Star Game 1976, 1981 et 1983 et fut nommé dans la NBA All-Defensive second Team à deux reprises, en 1976 et 1977.

## Vie privée
Il fut l'un des coauteurs du livre “Success Under Fire: Lessons For Being Your Best In Crunch Time”. Après avoir pris sa retraite, il travailla dans l'industrie des services financiers durant 22 ans. En 2003, avec son associée, Liza Wayne, ils ont fondé la société "Jamaal Wilkes Financial Advisors", une firme spécialisé dans la gestion de fortunes.
Jamaal Wilkes est résident de Playa Del Rey, où le propriétaire des Lakers, le Dr Jerry Buss, l'entraîneur des Lakers Phil Jackson et d'autres joueurs des Lakers et des Clippers résident. Jamaal Wilkes a deux fils et une fille. Son fils aîné Omar, arrière shooteur de 1,95 mètre, fut diplômé de l'Université de Californie à Berkeley où il évolua avec l'équipe des Cal Bears. Son autre fils, Jordan, est un pivot de 2,10 mètres, qui évolua pour cette même équipe de Cal avant d'arrêter le basket-ball. Le troisième enfant est une fille, Sabreen, diplômée de UCLA en 2005, où elle joua au volley-ball, et entame actuellement une carrière de mannequin et d'actrice.

## Palmarès
- Champion NBA en 1980,1982,1985 avec les Lakers de Los Angeles et en 1975 avec les Warriors de Golden State
- Champion NCAA en 1972 et 1973 avec UCLA
- Troisieme place NCAA en 1974
- NBA Rookie of the Year en 1975
- 3 sélections au NBA All-Star Game en 1976, 1981 et 1983
- NBA All-Defensive Second Team en 1976 et 1977
- NCAA All-Tournament en 1972
- Academic All-America en 1972, 1973, et 1974
- Intronisé au Basketball Hall of Fame en 2012
- Son maillot, le no 52 a été retiré par les Lakers de Los Angeles le 28 décembre 2012.